# Sajolida
La sajolida, saborija, sajoliva o herba d'olives (Satureja) és un gènere de plantes amb flor de la família de les labiades. Consta d'unes 30 espècies i són plantes natives de regions de clima temperat càlid, incloent-hi els Països Catalans, i poden ser plantes anuals o bé plantes perennes. Són plantes herbàcies o arbustives que arriben a fer 50 cm.
Són plantes aromàtiques abundoses a la regió mediterrània. La sajolida de jardí (Satureja hortensis) és una planta anual i conreada.
La sajolida silvestre o de bosc o herba de les olives, o senyorida (Satureja montana) és una planta de la família de les labiades. És una petita mata de 20 a 40 cm que només és llenyosa a la base. Les flors són blanques o violàcies i floreix d'agost a setembre. En les seves petites fulles hi ha glàndules amb essència. El seu sabor és una mica picant.
Satureja montana presenta diverses subespècies (ssp. montana, ssp. innota), aquestes dues principalment a l'interior de Catalunya i nord del País Valencià, i la subespècie obovata. Aquesta darrera és pròpiament "l'herba de les olives", i només es troba al centre i sud del País Valencià en contrades poc plujoses. Viu des del nivell de la mar fins als 1.000 metres, aproximadament. De distribució mundial exclusiva del nord del Mediterrani (no es troba a l'Àfrica.)

## Usos
Algunes espècies de sajolida s'han utilitzat tradicionalment per a adobar olives.
Per a adobar olives, primer es posen les olives en aigua una desena de dies, canviant l'aigua sovint, i després es posen amb aigua i sal i la sajolida.

## Taxonomia
N'hi ha unes 30 espècies:
- Satureja coerulea
- Satureja cuneifolia
- Satureja fruticosa - poniol
- Satureja hortensis - sajolida de jardí
- Satureja montana - sajolida silvestre, alfàbrega borda
- Satureja cuneifolia
- Satureja rumelica
- Satureja spicigera
- Satureja thymbra
- Satureja viminea